# Valsartan
Valsartanul este un medicament antihipertensiv, fiind utilizat în tratamentul hipertensiunii arteriale. Acționează ca antagonist al receptorilor angiotensinei II (sartan, BRA). Calea de administrare disponibilă este cea orală.

## Utilizări medicale
Valsartan este utilizat în tratamentul hipertensiunii arteriale esențiale și insuficienței cardiace.